# Wangala Tholus
Il Wangala Tholus è una struttura geologica della superficie di Cerere.